# Utan dina andetag
"Utan dina andetag" är en sång som skrevs av Joakim Berg, och sjöngs in av gruppen Kent, och 2010 hade Carolina Wallin Pérez framgångar med den. Från början var den en B-sida till "Om du var här", singel från 1997. År 2000 gavs den även ut på samlingsalbumet B-sidor 95–00.
Även 2010 hade Kent singelframgångar med sången. Det följdes sedan upp av Dan Carsten och Einar efter att Lisa Nilsson tolkat sången under galaföreställningen på Stockholms konserthus dagen före bröllopet mellan kronprinsessan Victoria och Daniel Westling.

## Listplaceringar

### Kent
| Lista (2010) | Högsta placering |
| ------------ | ---------------- |
| Sverige      | 48               |

### Carolina Wallin Pérez
| Lista (2010) | Högsta placering |
| ------------ | ---------------- |
| Sverige      | 30               |

### Fotnoter
1. 1 2  ”Utan dina andetag”. Hitparad. 6 mars 2010. Arkiverad från originalet den 21 augusti 2010. https://web.archive.org/web/20100821134125/http://www.hitparad.se/showitem.asp?interpret=Kent&titel=Utan+dina+andetag&cat=s. Läst 17 april 2012.
2. ↑  Strage, Fredrik (3 juli 2010). ”Robyn och Kent ger Borlänge gåshud”. Dagens Nyheter. https://web.retriever-info.com/services/archive/displayDocument?documentId=0509152010070328305519&serviceId=2. Läst 6 juli 2018.
3. ↑  ”Utan dina andetag”. Hitparad. 6 mars 2010. http://www.swedishcharts.com/showitem.asp?interpret=Carolina+Wallin+P%E9rez&titel=Utan+dina+andetag&cat=s. Läst 17 april 2012.